# Svrčinovec
Svrčinovec je naseljeno mjesto u okrugu Čadca u Žilinskom kraju u Slovačkoj.

## Stanovništvo
| Godina:     | 1993. | 2003.   | 2013.   | 2023.   |
| ----------- | ----- | ------- | ------- | ------- |
| Broj ljudi: | 3151  | 3430    | 3583    | 3339    |
| Razlika:    |       | +8,85 % | +4,46 % | -6,80 % |

| Godina:     | 2022. | 2023.   |
| ----------- | ----- | ------- |
| Broj ljudi: | 3378  | 3339    |
| Razlika:    |       | -1,15 % |

Prema podatcima o broju stanovnika iz 2023. godine naselje je imalo 3339 stanovnika.

## Vanjske poveznice
|  | Zajednički poslužitelj ima još gradiva o temi Svrčinovec |

- Službena stranica naselja (sl.)